# 联合国宪章
《联合国宪章》（英文：Charter of the United Nations）是联合国建立的基礎條約，它既确立了联合国的宗旨、原则和组织机构设置，又规定了成员国的责任、权利和义务，以及处理国际关系、维护世界和平与安全的基本原则和方法。《联合国宪章》规定，遵守《联合国宪章》、维护联合国威信，是每个成员国不可推脱的责任。
《联合国宪章》的内容討論制定於1945年4月25日开幕的旧金山会议，簽署於1945年6月26日的闭幕会议。51个创始成员国中，波兰未参加旧金山会议，但在2个月后签署了该宪章；其餘50个在會議中签署了该宪章。
1946年1月，代表所有51个初始成员的联合国大会第一届会议在伦敦开幕。1947年，大会正式承认10月24日为联合国日，并于1971年定位正式国际节日。目前已有193个缔约方批准了该宪章。

## 内容
该宪章由序言和19章111条条款组成。
序言主要分为两个部分。第一部分一般呼吁维护和平与国际安全以及尊重人权。序言第二部分以契约形式宣告联合国各国政府同意《宪章》。 
- 第一章：阐述联合国的宗旨，包括维护国际和平与安全的重要规定。
- 第二章：对联合国会员国的标准做出规定。
- 第三章至第十五章：宪章主体，确立联合国的机关和机构及各自的权力。
- 第十六章和第十七章：描述了将联合国与既定国际法结合起来的安排。
- 第十八章和第十九章：规定了宪章的修正和批准。

其中，以下章节涉及联合国机构的执行权： 
- 第六章阐述了安理会调查和调解争端的权力；
- 第七章描述了安理会有权授权经济、外交和军事制裁以及使用军事力量解决争端；
- 第八章使区域安排能够维护本地区的和平与安全；
- 第九章和第十章描述联合国进行经济和社会合作的权力，以及监督这些权力的经济及社会理事会；
- 第十二章和第十三章设立国际托管制度和托管理事会；
- 第十四章和第十五章分别规定国际法院和联合国秘书处的权力。
- 第十六章至第十九章分别涉及第十六章：杂项条款、第十七章：与第二次世界大战有关的过渡安全安排、第十八章：宪章修正过程和第十九章：宪章的批准。[4]

## 历史

### 背景
二战期间，同盟国通过一系列会议逐步制定了联合国的原则和概念框架。1941年6月12日在伦敦发表的《圣詹姆斯宫宣言》是第一份关于同盟国目标和原则的联合声明，成为首部表达战后世界秩序愿景的联合声明。宣言中呼吁以“自由人民自愿合作”、“所有人都可以享有经济和社会保障”为基础的和平。

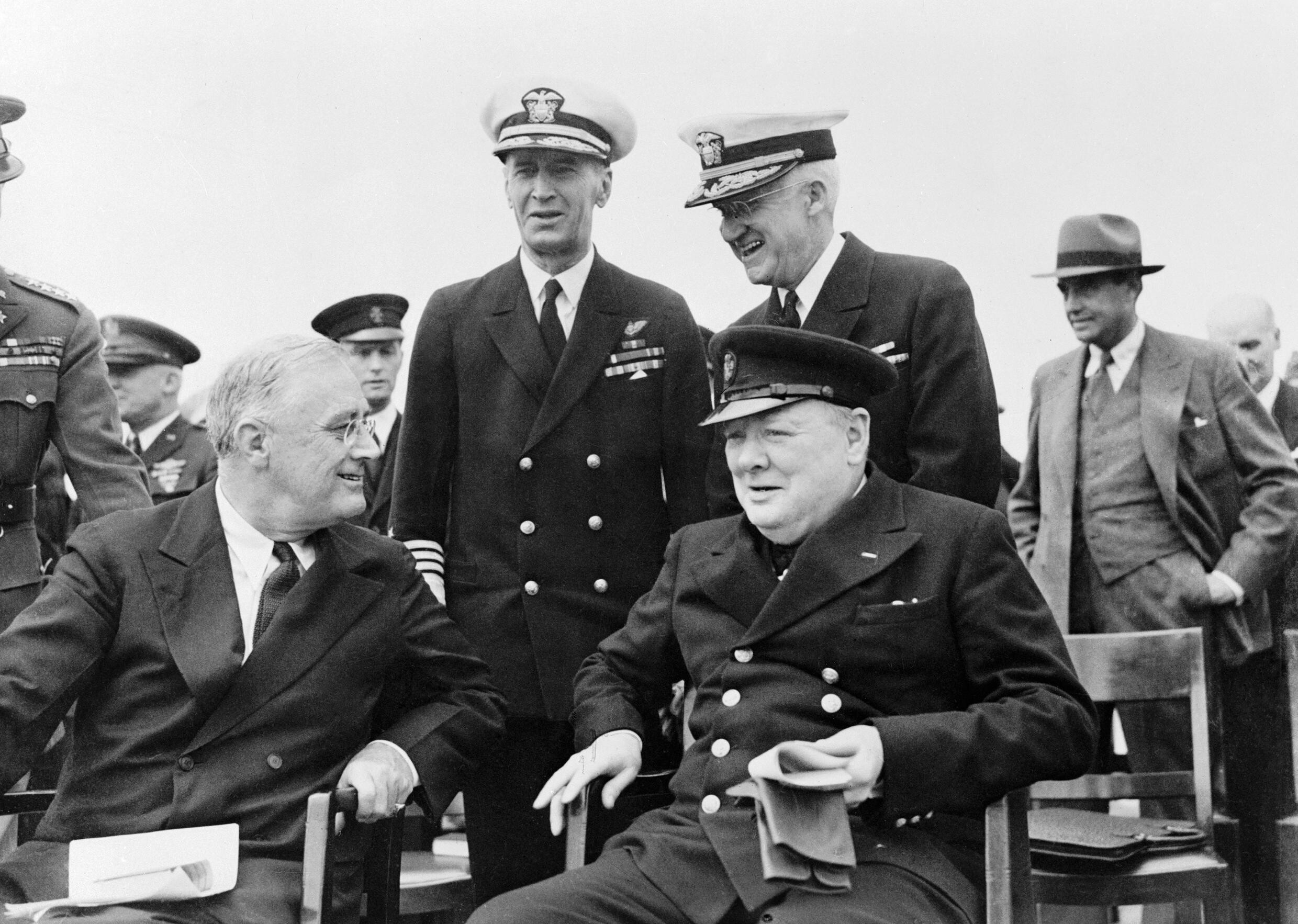
罗斯福和丘吉尔出席大西洋会议

大约两个月后，美国和英国发表《大西洋宪章》，详细阐述了八大目标：
1. 两国不寻求任何领土的或其他方面的扩张；
2. 反对违背人民意愿的领土变更；
3. 尊重所有人民都有自决权，恢复自决权；
4. 让所有国家获得“经济繁荣所需的”贸易和原材料；
5. 进行全球合作，促进所有国家的劳动水平、经济进步和社会保障；
6. “摧毁纳粹暴政”，保障免于恐惧和免于匮乏的自由；
7. 海洋自由；
8. 通过解除“侵略”国家的武装并建立更广泛的英美世界“安全”来“放弃使用武力”战后相互裁军制度”。[7][8]

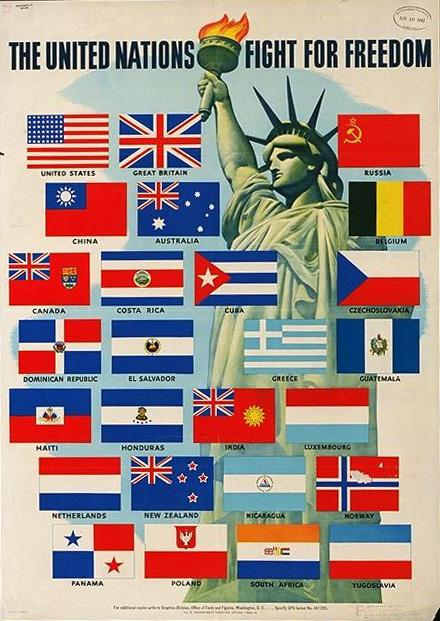
1942年，“联合国”成为同盟国的正式名称。当年的海报写道：“联合国为自由而战”

1942年1月1日，以“四巨头”（中国、苏联、英国和美国）为首的30个国家代表签署《联合国家宣言》，正式确立了反轴心国联盟，重申《大西洋宪章》的宗旨和原则。次日又有22个国家加入签名。“联合国”从此成为同盟国的正式名称。《联合国家宣言》构成了《联合国宪章》的基础。
1943年10月30日，“四巨头”外交部长签署《莫斯科宣言》，呼吁建立一个“普遍的国际组织”，以各国主权平等原则为基础，向所有爱好和平的国家开放，无论大小，目的是维护国际和平与安全。这是第一次正式宣布考虑建立新的国际组织，将垂死的国际联盟取而代之。
根据《莫斯科宣言》，1944年8月21日至10月7日，美国主办敦巴顿橡树园会议，为将成立的联合国制定蓝图。会议由“四巨头”主导，提出了《联合国宪章》的许多规则、原则和规定，包括：确立联合国系统的结构；成立“安理会”，防止战争和冲突；明确组织其他“机构”的设立，例如大会、国际法院和秘书处。

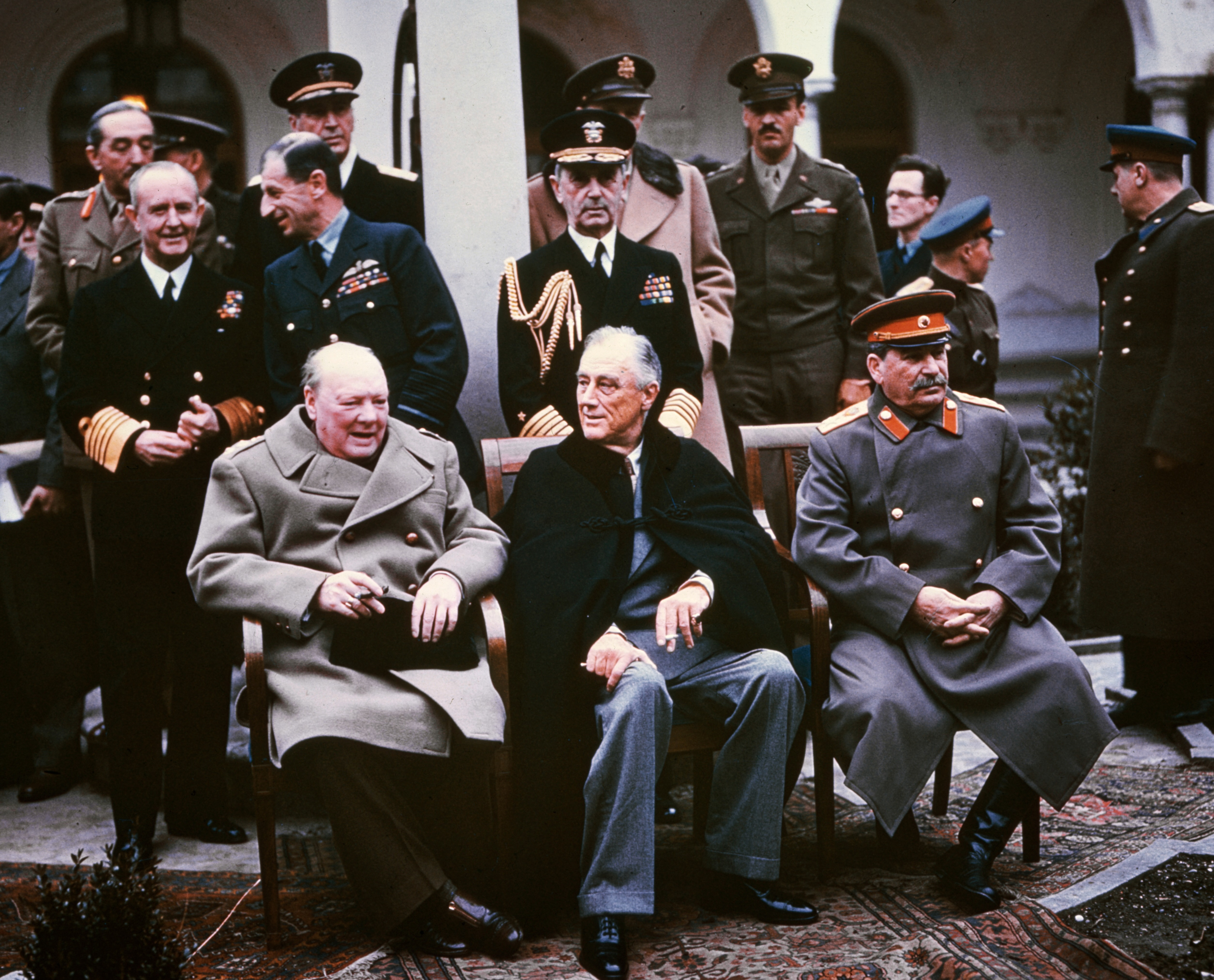
雅尔塔会议中的三巨头：丘吉尔、罗斯福和斯大林

1945年2月，美国、英国和苏联举行雅尔塔会议，解决了有关拟议的安理会投票结构的长期争论，呼吁于 1945年4月25日在旧金山召开“联合国会议”，以便“为安理会的决议做好准备，按照敦巴顿橡树园正式对话中提出的思路，制定组织的章程。”

### 签字生效

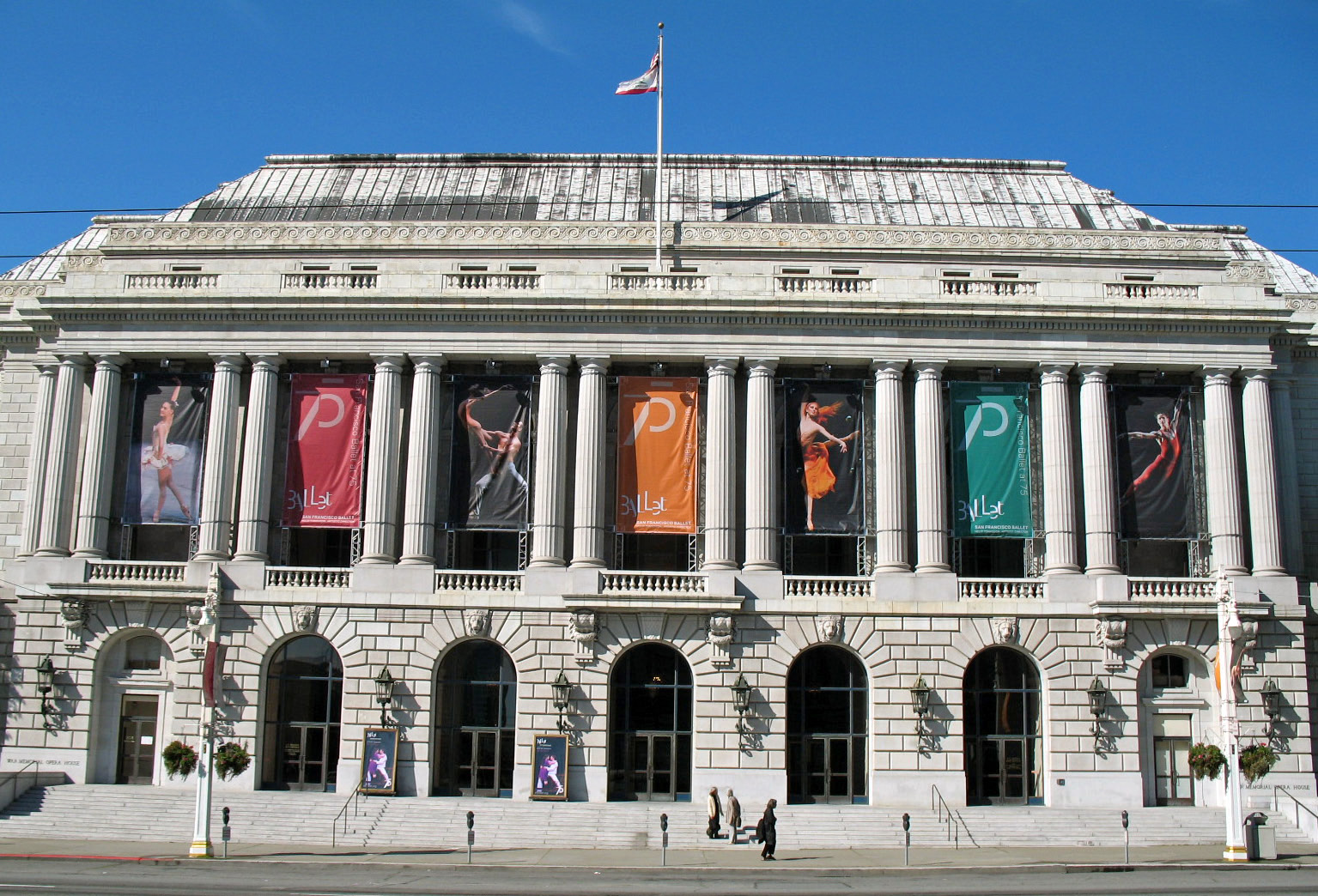
战争纪念歌剧院是旧金山会议的主要场地

1945年4月25日，联合国国际组织会议（即旧金山会议）在舊金山戰爭紀念及演藝中心如期召开。“四巨头”邀请到了联合国家宣言的全部46个签署国，共聚一堂起草新国际组织的宪章。旧金山会议可能是迄今为止规模最大的国际会议，最终有850名代表、顾问和组织者参与，总出席者更是达到3,500名。媒体和民间社会团体共派出2,500位代表。
涉及所有代表的全体会议由四大的主要代表轮流主持。为促进和解决起草过程的不同方面，会议成立多个委员会，并在之后几周中召开了400多次会议。经过多次审查、辩论和修订，1945年6月25日举行最终的全体会议，向与会者提交了最终的拟议草案。经过一致批准，第二天代表们在退伍军人纪念馆Herbst Theatre签署了该宪章。為作為對長期抵抗侵略的認可，中國得以第一個在聯合國憲章上簽字，其后是蘇聯、英國、法國，其餘國家則按照国家英文首字母排序签字，主辦國美國代表最後一個簽字。
1945年7月28日，《宪章》在第79届美国国会参议院以89:2的投票获得通过。1945年10月24日，《联合国宪章》正式生效，联合国宣告成立。

## 序言

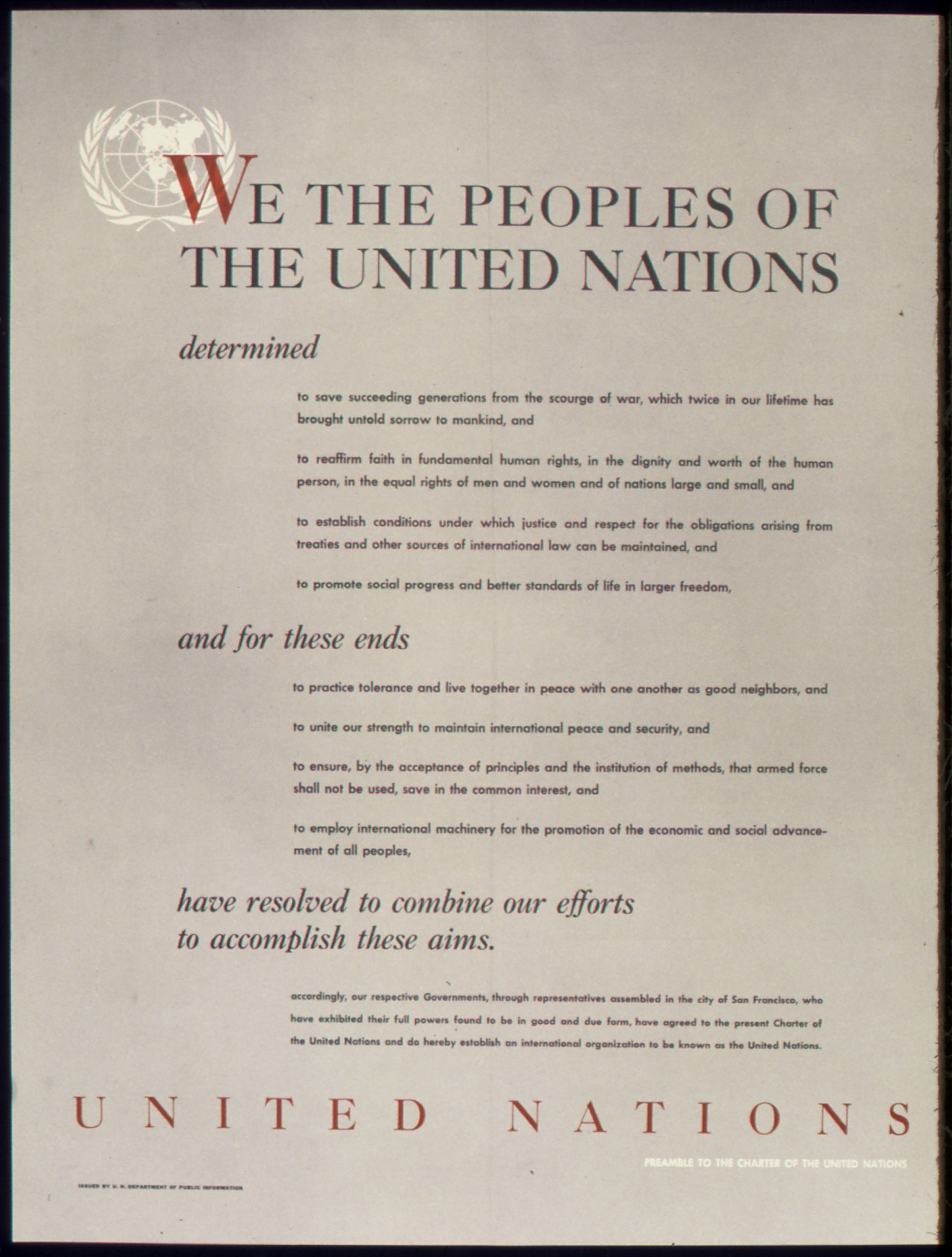
二战后，美国的联合国宪章序言海报

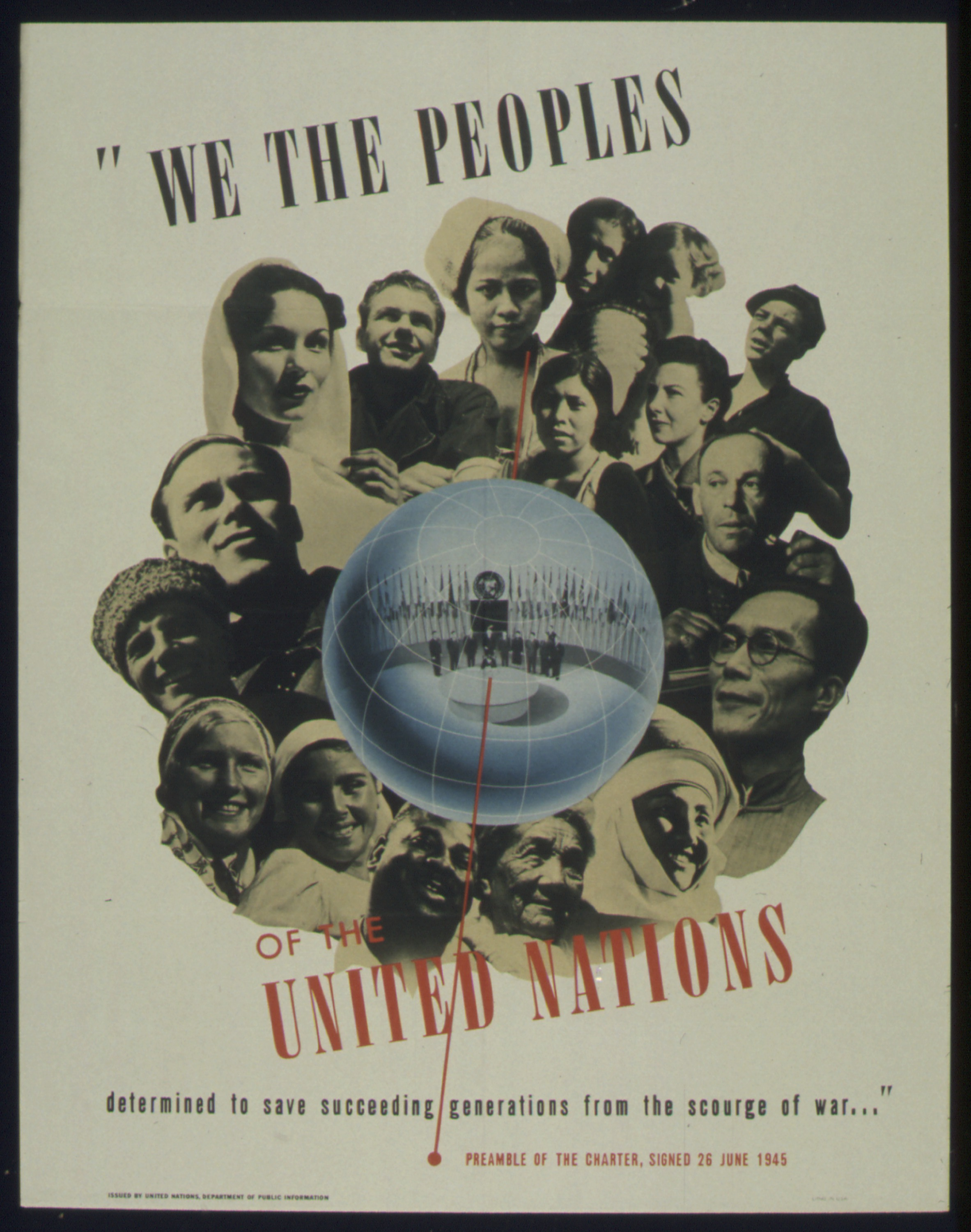
此海报引用了《宪章》的第一行：“我联合国人民”（We the peoples of the United Nations）

我联合国人民
同兹决心
欲免后世再遭今代人类两度身历惨不堪言之战祸，
重申基本人权、人格尊严与价值，以及男女与大小各国平等权利之信念，
创造适当环境，俾克维持正义，尊重由条约与国际法其他渊源而起之义务，久而弗懈，
促成大自由中之社会进步及较善之民生；
并为达此目的
力行容恕，彼此以善邻之道，和睦相处，
集中力量，以维持国际和平及安全，
接受原则，确立方法，以保证非为公共利益，不得使用武力，
运用国际机构，以促成全球人民经济及社会之进展，
用是发愤立志，务当同心协力，以竟厥功
爰由我各本国政府，经齐集金山市之代表，各将所奉全权证书互相校阅，均属妥善，议定本联合国宪章，并设立国际组织，定名联合国。

## 历次修正案

### 宪章第23、27、61条修正案
該次修正案于1963年12月17日通过，并于1965年8月31日生效。
第23条修正案规定安全理事会成员自十一国增至十五国。
第27条修正案规定安全理事会关于程序事项的决定及关于一切其他事项的决定的可决票门限，由7国增至9国，其中包括安全理事会五个常任理事国的同意票作出。
第61条修正案将经济及社会理事会的成员自18国增至27国。

### 宪章第109条修正案
第109条修正案于1965年12月20日通过，并于1968年6月12日生效。
第109条修正案修正该条第1项，规定“会员国为审查本宪章，得以大会会员国三分之二表决，经安全理事会任何九个理事国（原先为七个）之表决，确定日期及地点举行全体会议”。
该条第3项涉及大会第十届常会期间可能举行审查会议的问题，仍保留原行文：“安全理事会任何七个理事国之表决”，

### 宪章第61条的进一步修正案
第61条的进一步修正案于1971年12月20日通过，并于1973年9月24日生效。该条的本次修正案将经社理事会的成员再增至54国。

## 中國代表團（舊金山會議）
此次會議中國派出的代表和高等顧問共11位，正式排定的簽署順序為：
1. 中國國民政府行政院院長兼外交部部长宋子文（首席代表）
2. 中國駐英國大使顧維鈞
3. 國民參政會主席王寵惠
4. 中國駐美國大使魏道明
5. 前中國駐美國大使胡適
6. 金陵女子大学校長吳貽芳
7. 中国青年党代表李璜
8. 中国民主社会党代表張君勱（中國憲法起草人）
9. 中國共產黨代表董必武（中华人民共和国副主席）
10. 大公報總編輯胡霖
11. 高等顧問施肇基（資深外交官）

會議最後的簽字儀式，除宋子文、胡適因故不克參加外，其餘9位中國代表皆在憲章上簽字，以昭信守。